# GWR Clase 3031

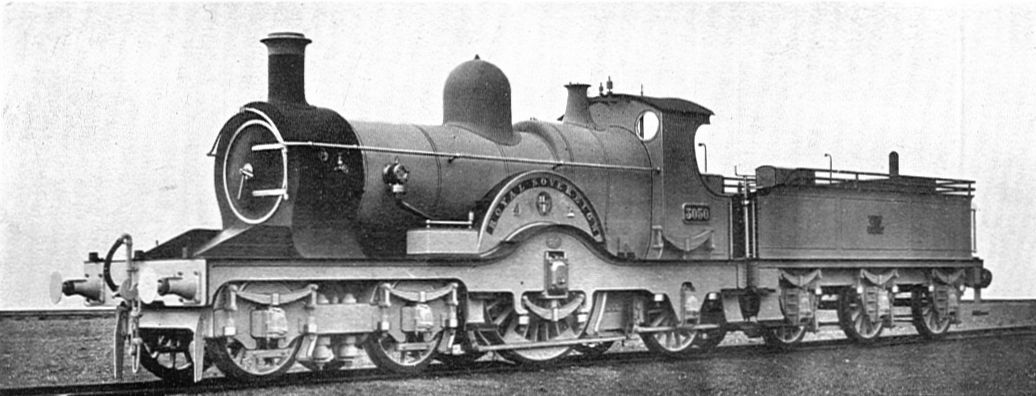
La máquina No. 3050 Royal Sovereign, tranformada al tipo 4-2-2 con su primitivo bogie delantero

La Clase 3031, Clase Achilles o Dean Single fue un tipo de locomotoras de vapor para ancho de vía estándar, construidas por el Great Western Railway entre 1891 y 1899 en el Reino Unido. Diseñadas por William Dean para remolcar trenes de pasajeros, las primeras 30 unidades de la clase se fabricaron como máquinas 2-2-2 de la Clase 3001.

## Diseño
Las primeras ocho máquinas de la clase (números 3021-3028, fabricadas de abril a agosto de 1891) se construyeron como locomotoras para vía de gran ancho (de 7 pies 1/4 plg (2140 mm)) convertibles, con disposición de ruedas  2-2-2. Se transformaron al ancho estándar a mediados de 1892, cuando se eliminaron definitivamente las vías de gran ancho en el Great Western Railway. Se construyeron otras 22 máquinas a finales de 1891 y principios de 1892, esta vez para vías de ancho estándar.
Aunque la Clase 3001 estaba equipada con calderas más grandes que las máquinas del GWR 2-2-2 anteriores, el diámetro de la caldera estaba limitado por su posición entre las ruedas motrices 7 pies 8+1/2 plg (2,35 m). Por lo tanto, la capacidad de la caldera solo podría aumentarse haciéndola más larga, no más ancha, colocando la caja de humos y los cilindros frente al eje principal. El peso adicional de las calderas más grandes lo soportaban las ruedas delanteras, lo que hacía que las locomotoras fueran inestables, especialmente a gran velocidad. El 16 de septiembre de 1893, la máquina No. 3021 Wigmore Castle, que transportaba un tren expreso, descarriló en el túnel de Box cuando se rompió el eje delantero. Se pensó que la causa del accidente pudo ser el peso excesivo que se transportaba en el eje delantero, por lo que se decidió reemplazar el par de ruedas delanteras en la Clase 3001 por un bogie.
La caja de vapor de las máquinas de la Clase 3001 estaba ubicada debajo de los cilindros y contenía dos válvulas de corredera. La colocación invertida de las válvulas permitió que se alejaran de las tomas cuando se cerraba el vapor, reduciéndose así su desgaste. La caja de vapor y las válvulas se encontraban sobre el eje portante delantero, y había espacio suficiente para permitir que la tapa de la caja de vapor se quitara de encima del eje para realizar el mantenimiento.
La sustitución del eje por un bogie de diseño convencional habría dificultado el acceso a los paramentos de babor. En cambio, Dean usó un bogie suspendido, en el que el peso de la locomotora se transfería hacia arriba al bogie mediante cuatro pernos montados en los bastidores interiores. El pasador central del bogie giraba en un bloque centrado mediante un resorte montado debajo de la caja de vapor en unas vigas transversales. Esta configuración dejaba suficiente espacio para que, cuando se aflojaban los pernos, se podía levantar el extremo delantero de la locomotora y sacar el bogie por debajo, de forma que la cubierta de la caja de vapor se podía quitar sin obstáculos.
La máquina No. 3021 se reconstruyó como 4-2-2 en marzo de 1894. Entre junio y diciembre de 1894 se reconstruyeron las 28 locomotoras restantes de la Clase 3001. El resto de las primeras 50 máquinas sencillas también se construyó con el bogie delantero en marzo de 1894, y las últimas máquinas de la clase salieron de los talleres de fabricación en marzo de 1899. Estas nuevas locomotoras diferían de las reconstruidas en que el diámetro de su cilindro se redujo de 20 a 19 pulgadas (51 a 48 cm) y los resortes de las ruedas traseras estaban situados por encima del estribo y fuera de la cabina, disponiéndose de una anchura reducida para esta última. En las reconstrucciones posteriores se utilizaron cilindros de 19 pulgadas (48 cm) de diámetro. Toda la clase tuvo sus ruedas motrices equipadas con llantas más gruesas a partir de 1898, aumentando el diámetro de las ruedas de 1/2 de pulgada (1,3 cm) a 7 pies 8+1/2 plg (2,35 m).
En 1900, George Jackson Churchward reemplazó la caldera de la máquina No. 3027 Worcester por una caldera paralela estándar del tipo 2. Doce máquinas más se convirtieron de manera similar en 1905 y 1906.
A pesar de la velocidad de las locomotoras, pronto se descubrió que el diseño 4-2-2 se había quedado obsoleto y era inadecuado para una operación más moderna. Se consideró impracticable una propuesta para mejorar su rendimiento equipándolas con válvulas de recorrido más largo, dado que las válvulas utilizadas se accionaban directamente desde excéntricas montadas en el eje motriz y no había espacio suficiente para instalar excéntricas más grandes. Churchward también consideró reconstruirlas como máquinas de la Clase Armstrong 4-4-0 con ruedas acopladas de 7 pies 2 plg (2,184 m) de diámetro. En este caso, la línea central del cilindro quedaría entonces 3,5 plg (89 mm) por encima del centro impulsor, debido a la diferencia de 7 plg (178 mm) entre los diámetros. Este planteamiento no se llevó a cabo porque las bielas no pasarían por la barra deslizante inferior y el engranaje de las válvulas quedaría desalineado. Una propuesta alternativa era "bajar" la locomotora 3,5 plg (89 mm) y elevar la viga de los topes y el mecanismo de acoplamiento, pero estas propuestas también se rechazaron por motivos de costo. La clase se retiró gradualmente entre 1908 y 1915, con un último superviviente, la máquina No. 3074 Princess Helena, que se dio de baja en diciembre de 1916. Todas las locomotoras originales se desguazaron, pero a principios de la década de 1980 se construyó una réplica no operativa.

## Locomotores notables de la clase
La máquina No. 3065 Duke of Connaught realizó un trayecto a una velocidad sin precedentes con el Ocean Mail el 9 de mayo de 1904 (habiéndose hecho cargo del tren de la "Ciudad de Truro" en Bristol), cubriendo la distancia desde Bristol (Pylle Hill) hasta Paddington en 99 minutos 46 segundos como parte del recorrido de Plymouth a Paddington realizado en 227 minutos.
La máquina No. 3041 The Queen, originalmente bautizada como James Mason, fue un ejemplo máquina de esta clase asignada a transportar el Tren Real.
La máquina No. 3046 Lord of the Isles ha disfrutado de cierto grado de celebridad, habiendo sido elegida como prototipo de una locomotora de la marca de modelismo Tri-ang. Desde entonces, también ha servido de modelo dentro de las gamas de Brio y de Matchbox. En 2006, Hornby también produjo una edición limitada del mismo modelo, esta vez con el nombre de Lorna Doone. Hornby también produjo modelos de las locomotoras Royal Sovereign, Great Western, Duke of Edinburgh y Achilles en 2008, 2010, 2009 y 2020 respectivamente.

## Réplica

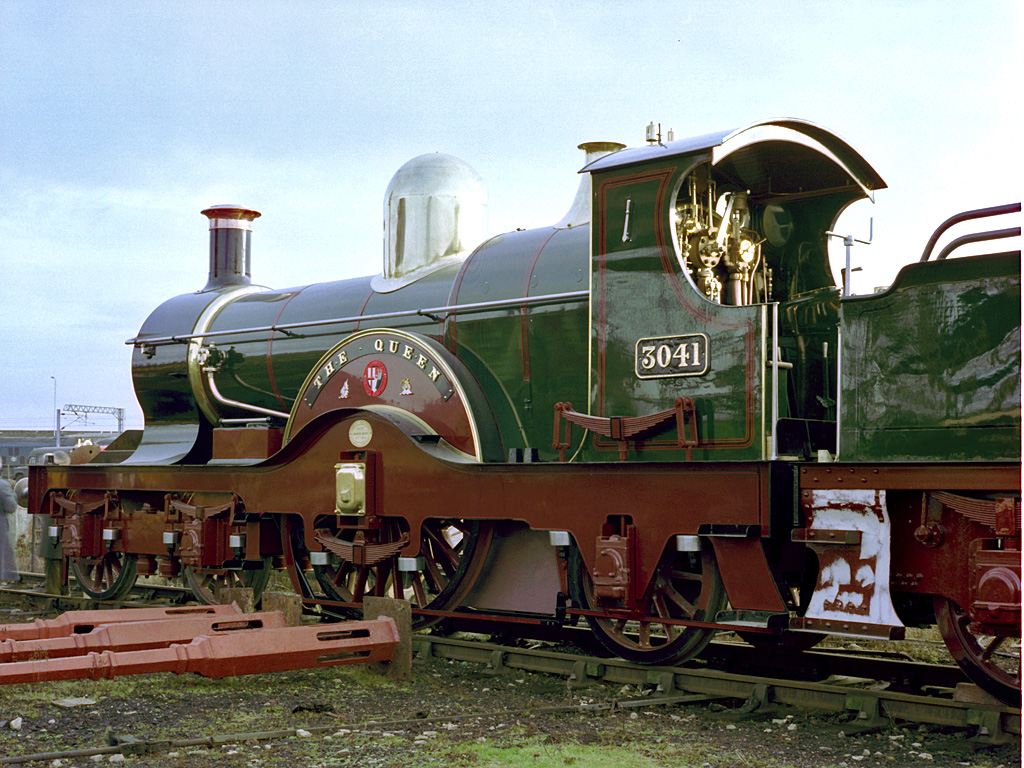
Réplica de la máquina No. 3041 en 1982

No se ha preservado ninguna máquina original de la clase, aunque el Museo Madame Tussauds encargó una réplica estática de la locomotora The Queen para la exposición Ferrocarriles y Realeza organizada  en la EStación Central de Windsor y Eton. La réplica de la locomotora se completó en diciembre de 1982 y se exhibió en las afueras de Steamtown en enero de 1983 (donde se construyó), antes de ser transportada por carretera a Windsor el 12 de enero de 1983 y llegar el 14 de enero. Los bastidores principales, la plataforma para los estribos, la 'caldera', la caja de humos, la cabina y los salpicaderos fueron fabricados por Babcock's of Tipton. El ténder es una adaptación de un ténder LBSCR C2x. También se usaron partes de un ténder del GWR, que provino de la Sociedad de Preservación de Dumbleton Hall, para obtener las ruedas del bogie delantero y las ruedas traseras. Las mitades superiores de las ruedas motrices en realidad no existen, mientras que las mitades inferiores se moldearon a partir de 2 cuartos y se atornillaron para formar una mitad. Las ruedas motrices tampoco se asientan sobre el riel, por lo que la locomotora se apoya sobre su bogie delantero y sus ruedas traseras.
Algunos accesorios de la caldera se obtuvieron de la Great Western Society y se limpiaron con chorro de arena, y la cúpula y el capó de la válvula de seguridad fueron fabricados por Newcastle Metal Spinners.
Tussaud instaló generadores de humo y vapor, por lo que la máquina podía emitír vapor desde la cabina, por los silbatos y a través de las válvulas de seguridad, además de soltar humo por la chimenea. También se instaló una unidad de sonido.
La máquina permanece allí, pero el ténder se desechó para disponer de más espacio en el centro comercial que ocupa el edificio de la estación. Bluebell Railway Atlantic Group compró las cajas de grasa, los resortes y los juegos de ruedas completos del ténder para su uso en su nuevo proyecto de una locomotora Atlantic.

## Numeración
| Número | Nombre             | Construcción | Adaptación a 4-2-2 | Desguace | Detalles e información |
| ------ | ------------------ | ------------ | ------------------ | -------- | --- |
| 3001   | Amazon             | 01/1892      | 10/1894            | 06/1908  | Anteriormente el nombre de una locomotora de la Clase Rover retirada en 1892. Es el nombre de una nación de mujeres guerreras en la mitología griega. |
| 3002   | Atalanta           | 01/1892      | 06/1894            | 09/1908  | El nombre de un personaje de la mitología griega. |
| 3003   | Avalanche          | 02/1892      | 05/1894            | 06/1909  | Anteriormente el nombre de una locomotora de la Clase Banking retirada en 1865. |
| 3004   | Black Prince       | 02/1892      | 11/1894            | 10/1911  | Nombrada por el hijo mayor de Eduardo III. |
| 3005   | Britannia          | 02/1892      | 11/1894            | 02/1908  | El nombre romano de Gran Bretaña. |
| 3006   | Courier            | 03/1892      | 06/1894            | 02/1914  | Anteriormente el nombre de una locomotora de la Clase Rover retirada en 1892. |
| 3007   | Dragon             | 03/1892      | 08/1894            | 03/1912  | Anteriormente el nombre de una locomotora de la Clase Rover retirada en 1892. |
| 3008   | Emperor            | 03/1892      | 10/1894            | 08/1912  | Anteriormente el nombre de una locomotora de la Clase Rover retirada en 1892. |
| 3009   | Flying Dutchman    | 03/1892      | 11/1894            | 08/1912  | Nombrada en honor al ganador del Derby de Epsom en 1849. |
| 3010   | Fire King          | 03/1892      | 09/1894            | 09/1908  | Anteriormente el nombre de una locomotora de la Clase Banking retirada en 1875. |
| 3011   | Greyhound          | 03/1892      | 01/1894            | 09/1911  | El nombre de la raza de perro de carreras. |
| 3012   | Great Western      | 03/1892      | 06/1894            | 05/1909  | Anteriormente el nombre de una locomotora de la Clase Rover retirada en 1892. |
| 3013   | Great Britain      | 03/1892      | 11/1894            | 02/1914  | Anteriormente el nombre de una locomotora de la Clase Rover retirada en 1892. |
| 3014   | Iron Duke          | 04/1892      | 10/1894            | 06/1908  | Anteriormente el nombre de la Clase Iron Duke y de una locomotora de esa clase. En este caso, se reutilizó el nombre de una locomotora de la Clase Rover retirada en 1892. Una de las dos locomotoras de la clase que lleva el apodo del Duque de Wellington.                                        |
| 3015   | Kennet             | 04/1892      | 08/1894            | 06/1908  | El nombre del río. La locomotora se vio envuelta en el accidente ferroviario de Slough de 1900. |
| 3016   | Lightning          | 04/1892      | 11/1894            | 03/1911  | Anteriormente el nombre de una locomotora de la Clase Rover retirada en 1892. |
| 3017   | Prometeus          | 04/1892      | 09/1894            | 09/1908  | Originalmente llamada Nelson; renombrada en 05/1895; anteriormente el nombre de una locomotora de la Clase Rover retirada en 1892. Prometeo es un Titán en la mitología griega. |
| 3018   | Glenside           | 04/1892      | 08/1894            | 06/1913  | Construida como Racer (un término para los trenes rápidos de mediados del siglo XIX); renombrada en 09/1911. |
| 3019   | Rover              | 04/1892      | 05/1894            | 09/1908  | Anteriormente el nombre de la Clase Rover de locomotoras, y de una locomotora de la Clase Iron Duke retirada en 1871. |
| 3020   | Sultan             | 04/1892      | 09/1894            | 02/1908  | Anteriormente el nombre de una locomotora de la Clase Rover retirada en 1892. |
| 3021   | Wigmore Castle     | 04/1892      | 03/1894            | 05/1909  | Construida para vía ancha. Involucrada en un accidente en el túnel de Box en 1893. Nombrada en honor a un castillo en ruinas de Herefordshire. |
| 3022   | Bessemer           | 05/1892      | 07/1894            | 02/1909  | Construida para vía ancha y originalmente llamada Rougemont (anteriormente el nombre de una locomotora de la Clase Iron Duke retirada en 1879). Renombrada en 1898, en honor a Henry Bessemer, quien inventó el primer proceso para producir acero en masa.                                          |
| 3023   | Hirundinidae       | 07/1891      | 09/1894            | 09/1912  | Construida para vía ancha; anteriormente el nombre de una locomotora de la Clase Iron Duke retirada en 1871. |
| 3024   | Storm King         | 07/1891      | 12/1894            | 02/1909  | Construida para vía ancha. |
| 3025   | Quicksilver        | 08/1891      | 10/1894            | 09/1908  | Construida para vía ancha y denominada San Jorge. Renombrada en 05/1907, en referencia al elemento mercurío; anteriormente el nombre de una locomotora de la Clase Saint, que a su vez pasó a llamarse The Abbott en 03/1907.                                                                        |
| 3026   | Tornado            | 08/1891      | 06/1894            | 02/1909  | Construida para vía ancha; anteriormente el nombre de una locomotora de la Clase Rover retirada en 1892. |
| 3027   | Worcester          | 08/1891      | 11/1894            | 07/1914  | Construida para vía ancha y originalmente llamada Río Támesis; renombrada en 12/1895. |
| 3028   | Wellington         | 08/1891      | 07/1894            | 02/1909  | Construida para vía ancha. Anteriormente, el nombre de una locomotorade la Clase Ariadne retirada en 1873. Una de las dos locomotoras de la clase que lleva el nombre de Duque de Wellington. |
| 3029   | White Horse        | 11/1891      | 07/1894            | 05/1909  | Durante la primera mitad del siglo XIX, en el West Country se realizaron varias figuras de colina talladas por las guarniciones de tropas, a menudo en forma de caballo blanco inspiradas en el Caballo Blanco de Uffington original del Vale of White Horse, en Berkshire (Oxfordshire desde 1974). |
| 3030   | Westward Ho        | 12/1891      | 10/1894            | 05/1909  | El nombre de una marca de tabaco producido por W.D. & H.O. Wills. Los trabajadores que intervinieron en el cambio del ancho de las vías en 1892 recibieron 2 onzas (56,7 g) cada uno. |
| 3031   | Achilles           | 03/1894      |                    | 07/1912  | Nombre de la clase a la que pertenece la locomotora; anteriormente el nombre de una locomotora de la Clase Firefly retirada en 1867. |
| 3032   | Agamemnon          | 07/1894      |                    | 10/1913  | Agamenón era un personaje de la mitología griega. El buque HMS Agamemnon sirvió tanto en la Guerra de Independencia de los Estados Unidos como en las Guerras napoleónicas, y fue el acorazado favorito de Nelson.                                                                                   |
| 3033   | Albatross          | 07/1894      |                    | 07/1911  | |
| 3034   | Behemoth           | 07/1894      |                    | 10/1908  | Anteriormente el nombre de una locomotora de la Clase Pyracmon retirada en 1873. |
| 3035   | Beaufort           | 07/1894      |                    | 05/1909  | Originalmente llamada Belerofonte (anteriormente el nombre de una locomotora de la Clase Premier retirada en 1870); renombrada en 12/1895. |
| 3036   | Crusader           | 09/1894      |                    | 03/1911  | |
| 3037   | Corsair            | 09/1894      |                    | 10/1908  | Anteriormente el nombre de una locomotora de la Clase Bogie retirada en 1873; lleva el nombre de los piratas del norte de África. |
| 3038   | Devonia            | 09/1894      |                    | 10/1908  | |
| 3039   | Dreadnought        | 09/1894      |                    | 07/1915  | Alusión a la potencia de una locomotora de vapor. |
| 3040   | Empress of India   | 09/1894      |                    | 03/1912  | Uno de los títulos de la reina Victoria. |
| 3041   | James Mason        | 10/1894      |                    | 11/1912  | Originalmente Emlyn; renombrada como The Queen en 1897 (anteriormente el nombre de una locomotora de la Clase Prince, retirada en 1870); renombrada James Mason en 06/1910. |
| 3042   | Frederick Saunders | 10/1894      |                    | 01/1912  | |
| 3043   | Hercules           | 01/1895      |                    | 12/1913  | Anteriormente el nombre de una locomotora de la Clase Hercules retirada en 1870. |
| 3044   | Hurricane          | 01/1895      |                    | 10/1908  | El nombre del caballo que ganó las 1000 Guineas en 1862. |
| 3045   | Hirondelle         | 01/1895      |                    | 05/1914  | Anteriormente el nombre de una locomotora de la Clase Rover retirada en 1891. Es el nombre de la "golondrina" en francés. |
| 3046   | Lord of the Isles  | 01/1895      |                    | 10/1908  | Anteriormente el nombre de una locomotora de la Clase Iron Duke retirada en 1884; un título escocés de la nobleza. |
| 3047   | Lorna Doone        | 02/1895      |                    | 11/1912  | Una novela de Richard Doddridge Blackmore ambientada en el siglo XVII en Devon, dentro de la región donde operaba el GWR. |
| 3048   | Majestic           | 02/1895      |                    | 06/1913  | Nombrada en honor al HMS Majestic, un acorazado botado el mes anterior a la entrega de la locomotora. |
| 3049   | Nelson             | 02/1895      |                    | 07/1913  | Originalmente llamada Prometeus; renombrada en 05/1895. Anteriormente, el nombre de una locomotora de la Clase Ariadne retirada en 1873. |
| 3050   | Royal Sovereign    | 02/1895      |                    | 12/1915  | Royal Sovereign era un término contemporáneo para denominar a la reina Victoria. Este nombre fue transferido temporalmente a la locomotora de la Clase Atbara No. 3373 cuando transportó el Tren Fúnebre Real desde Paddington el 2 de febrero de 1901.                                              |
| 3051   | Stormy Petrel      | 02/1895      |                    | 11/1912  | |
| 3052   | Walter Raleigh     | 03/1895      |                    | 09/1913  | Nombrada en honor al noble y explorador isabelino que participó en el asentamiento inglés de Virginia y popularizó el tabaco en Europa. |
| 3053   | Francis Drake      | 03/1895      |                    | 09/1911  | Nombrada en honor al capitán de barco isabelino, navegante y traficante de esclavos, famoso por la derrota de la Armada Invencible y el primer inglés en dar la vuelta al mundo. |
| 3054   | Richard Grenville  | 03/1895      |                    | 10/1911  | Nombrada en honor al corsario y explorador isabelino, involucrado con Raleigh en el asentamiento de América del Norte, y con la acción de Drake contra la Armada Invencible. |
| 3055   | Lambert            | 03/1895      |                    | 02/1914  | Construida como Trafalgar (anteriormente el nombre de una locomotorade la Clase Ariadne retirada en 1871); renombrada en 07/1901. Lambert fue capitán de la marina inglesa durante las guerras napoleónicas.                                                                                         |
| 3056   | Wilkinson          | 03/1895      |                    | 10/1914  | Construida como Timour (anteriormente el nombre de una locomotora de la Clase Rover retirada en 1892); renombrada en 07/1901. |
| 3057   | Walter Robinson    | 04/1895      |                    | 09/1912  | Construida como Tartar (anteriormente el nombre de una locomotora de la Clase Rover retirada en 1892); renombrada en 07/1901. |
| 3058   | Grierson           | 04/1895      |                    | 02/1912  | Construida como Ulysses (anteriormente el nombre de una locomotora de la Clase Ariadne retirada en 1872); renombrada en 05/1895. James Grierson, fue ingeniero jefe del GWR; su hijo William también era ingeniero civil en el ferrocarril.                                                          |
| 3059   | John W. Wilson     | 04/1895      |                    | 06/1913  | Nombrada en honor a un político liberal unionista de Worcestershire. |
| 3060   | John G. Griffiths  | 04/1895      |                    | 03/1915  | Construida como Warlock (anteriormente el nombre de una locomotora de la Clase Rover retirada en 1892); renombrada en 03/1908, en honor de un Director del GWR 1908–22; nombre eliminado 03/1914. |
| 3061   | George A. Wills    | 05/1897      |                    | 12/1912  | Construida como Alexandra. El nombre se eliminó el 11/1910; rebautizada en 10/1911 en honor a un director del GWR y presidente de Imperial Brands. |
| 3062   | Albert Edward      | 05/1897      |                    | 04/1915  | Nombrada en honor al primer hijo de la reina Victoria, Príncipe de Gales y futuro rey Eduardo VII. |
| 3063   | Duke of York       | 06/1897      |                    | 01/1912  | Nombrada en honor a George Frederick, el nieto de la reina Victoria que más tarde se convertiría en el rey Jorge V. |
| 3064   | Duke of Edinburgh  | 06/1897      |                    | 09/1911  | Nombrada en honor a Alfred, el segundo hijo de la reina Victoria. |
| 3065   | Duke of Connaught  | 07/1897      |                    | 10/1914  | Nombrada en honor a Arthur, el tercer hijo de la reina Victoria. |
| 3066   | Duchess of Albany  | 12/1897      |                    | 10/1913  | Nombrada en honor a Helena, la esposa del hijo menor de la reina Victoria, Leopold. |
| 3067   | Duchess of Teck    | 12/1897      |                    | 12/1914  | El nombre de la prima de la reina Victoria (madre de Lady May Abel Smith, quien se convirtió en la reina María como esposa del rey JorgecV). |
| 3068   | Duke of Cambridge  | 01/1898      |                    | 11/1912  | Nombrada en honor al primo de la reina Victoria, quien fue comandante en jefe del ejército británico hasta 1895. |
| 3069   | Earl of Chester    | 01/1898      |                    | 06/1912  | Un título otorgado a Albert Edward cuando se convirtió en Príncipe de Gales. |
| 3070   | Earl of Warwick    | 02/1898      |                    | 10/1914  | El nombre de un político conservador que sirvió en la Cámara de los Comunes 1879-92 y en la Cámara de los Lores hasta su muerte en 1924. |
| 3071   | Emlyn              | 02/1898      |                    | 10/1914  | Nombrada en honor a un área del sur de Gales, servida por el GWR. |
| 3072   | Bulkeley           | 06/1898      |                    | 08/1912  | Construida como North Star (anteriormente el nombre de una locomotora de la Clase Star retirada en 1871); nombre eliminado a principios de 1906; rebautizada en 09/1906 (anteriormente el nombre de una locomotora Clase Sir Watkin retirada en 1872).                                               |
| 3073   | Princess Royal     | 06/1898      |                    | 10/1912  | Título de la hija mayor de la reina Victoria. |
| 3074   | Princess Helena    | 06/1898      |                    | 12/1915  | El nombre de la tercera hija de la reina Victoria. |
| 3075   | Princess Louise    | 07/1898      |                    | 06/1912  | El nombre de la hija mayor de Albert Edward (nieta de la reina Victoria). |
| 3076   | Princess Beatrice  | 02/1899      |                    | 07/1912  | El nombre de la quinta hija de la reina Victoria. |
| 3077   | Princess May       | 02/1899      |                    | 11/1912  | Nombrada en honor a la esposa de George Frederick Lady May Abel Smith. |
| 3078   | Eupatoria          | 02/1899      |                    | 11/1911  | Anteriormente el nombre de una locomotora de la Clase Rover retirada en 1892. Es el nombre de una batalla en la Guerra de Crimea. |
| 3079   | Thunderbolt        | 02/1899      |                    | 09/1911  | |
| 3080   | Windsor Castle     | 03/1899      |                    | 10/1913  | El nombre de la residencia de los Familia Real, en Berkshire. |

## Modelismo
- Hornby Railways ha fabricado un modelo de la Clase 3031 a escala OO.
- Lesney Products produjo un modelo de la Duke of Connaught como Y-14 en la gama Models of Yesteryear entre 1959 y 1963.

## Heráldica

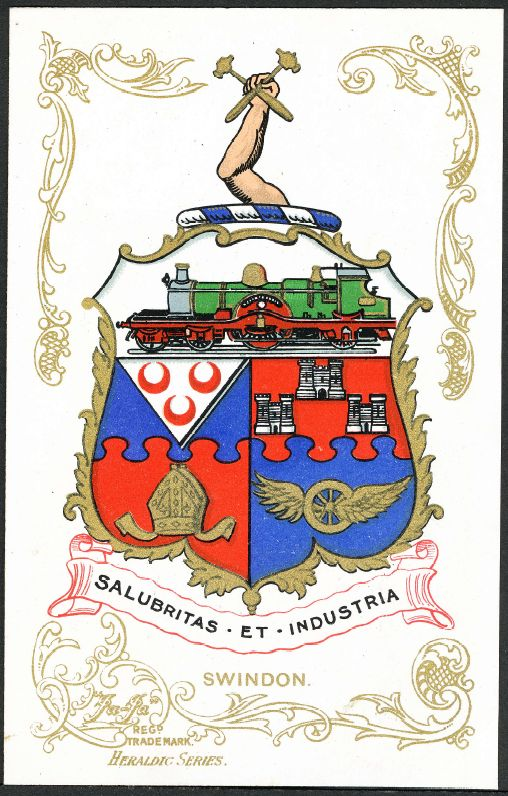
Escudo de armas de Swindon en una postal 'JaJa' de 1905

El escudo de armas del antiguo Concejo de Swindon (1900-1974) incluye una imagen de la locomotora No. 3029 White Horse. Apareció en los costados de la última locomotora de la Clase Castle construida (la No. 7037 Swindon). El Museo STEAM del Great Western Railway de Swindon adquirió una de las piezas con el escudo en 2012.